# Admontia pollinosa
Admontia pollinosa là một loài ruồi trong họ Tachinidae.